# Stylidium rotundifolium
Stylidium rotundifolium är en tvåhjärtbladig växtart som beskrevs av Robert Brown. Stylidium rotundifolium ingår i släktet Stylidium och familjen Stylidiaceae. Inga underarter finns listade i Catalogue of Life.